# Masters de Cincinnati 2005

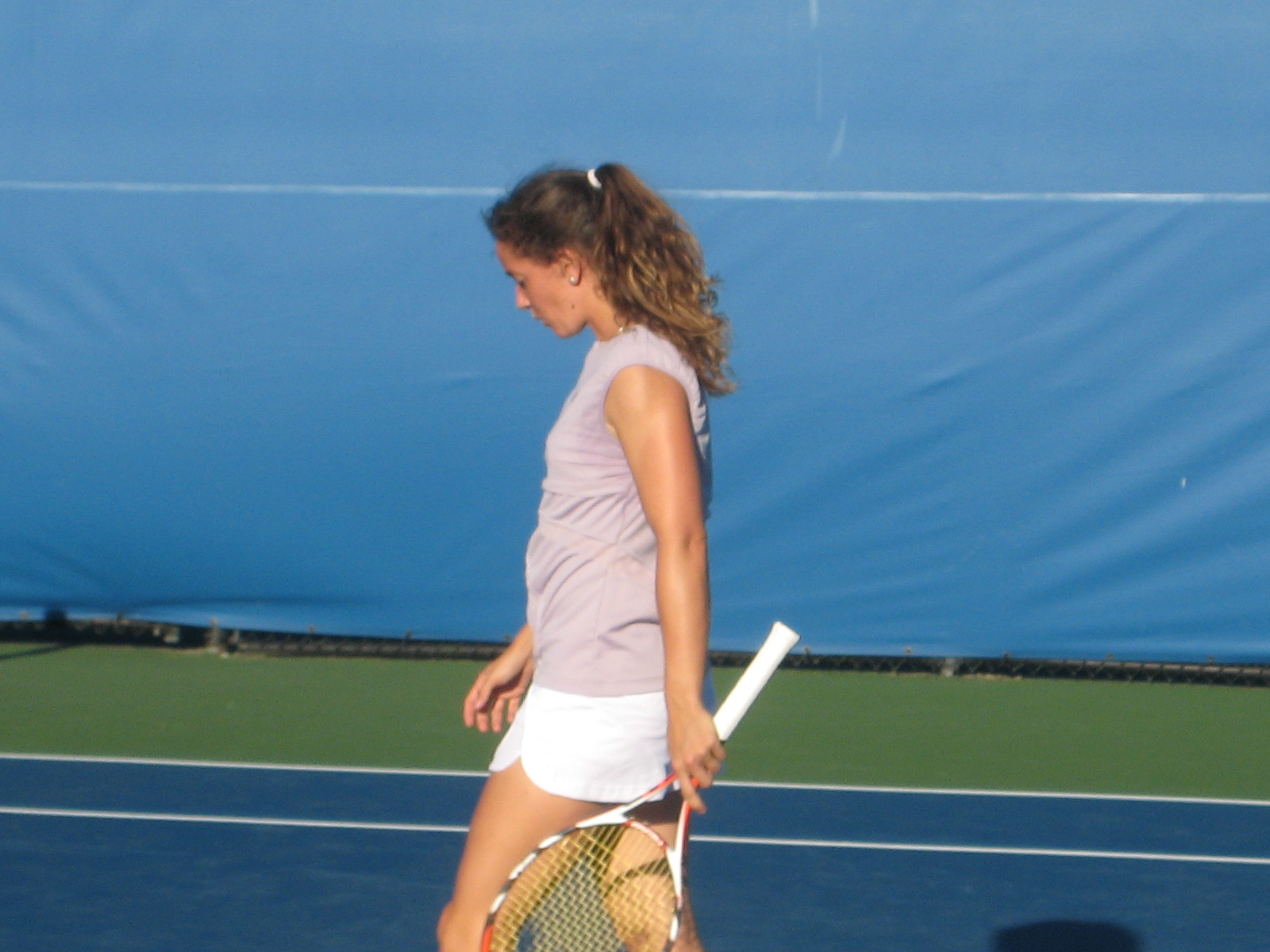
Patty Schnyder en el Master de Cincinnati 2005.

El Masters de Cincinnati 2005 (también conocido como Western & Southern Financial Group Masters and Women's Open por razones de patrocinio) fue un torneo de tenis jugado sobre pista dura. Fue la edición número 104 de este torneo. El torneo masculino formó parte de los ATP World Tour Masters 1000 en la ATP. Se celebró entre el 15 de agosto y el 22 de agosto de 2005 para hombres y entre el 23 de agosto y el 30 de agosto para mujeres.

## Campeones

### Individuales masculinos
Roger Federer vence a  Andy Roddick, 6–4, 7–5.

### Dobles masculinos
Jonas Björkman /  Max Mirnyi vencen a  Wayne Black /  Kevin Ullyett, 6–4, 5–7, 6–2.

### Individuales femeninos
Patty Schnyder vence a  Akiko Morigami,  6–4, 6–0.

### Dobles femeninos
Laura Granville /  Abigail Spears vencen a  Květa Peschke /  María Emilia Salerni, 3–6, 6–2, 6–4.
| Predecesor: Cincinnati 2004 | Masters de Cincinnati 2005 | Sucesor: Cincinnati 2006 |